# 水打田乡
水打田乡，是中华人民共和国湖南省湘西土家族苗族自治州凤凰县下辖的一个乡镇级行政单位。

## 行政区划
水打田乡下辖以下地区：
水田村、天堂村、东子山村、袍上村、坪溪山村、吊岩村、红星村、池坪村和五林村。